# گمینا سومپولنو
گمینا سومپولنو (به لهستانی:  Gmina Sompolno) یک گمینا در لهستان است که در شهرستان کونگن واقع شده‌است. گمینا سومپولنو ۱۳۷٫۳۶ کیلومتر مربع مساحت و ۱۰٬۵۳۰ نفر جمعیت دارد.